# Struktura geologiczna
Struktura geologiczna (tektoniczna) – element budowy geologicznej przedstawiający układ przestrzenny  skał w skorupie ziemskiej, także nazwa określonych jednostek tektonicznych. Wyróżniamy struktury powierzchniowe, np.: antykliny, synkliny, monokliny, wysady, fałdy, płyty oraz struktury linijne, np. uskoki, uskoki transformujące.